# Huseyn Djavid
 (février 2021).
La mise en forme du texte ne suit pas les recommandations de Wikipédia : il faut le « wikifier ».
Les points d'amélioration suivants sont les cas les plus fréquents. Le détail des points à revoir est peut-être précisé sur la page de discussion.
- Les titres sont pré-formatés par le logiciel. Ils ne sont ni en capitales, ni en gras.
- Le texte ne doit pas être écrit en capitales (les noms de famille non plus), ni en gras, ni en italique, ni en « petit »…
- Le gras n'est utilisé que pour surligner le titre de l'article dans l'introduction, une seule fois.
- L'italique est rarement utilisé : mots en langue étrangère, titres d'œuvres, noms de bateaux, etc.
- Les citations ne sont pas en italique mais en corps de texte normal. Elles sont entourées par des guillemets français : « et ».
- Les listes à puces sont à éviter, des paragraphes rédigés étant largement préférés. Les tableaux sont à réserver à la présentation de données structurées (résultats, etc.).
- Les appels de note de bas de page (petits chiffres en exposant, introduits par l'outil «  Source ») sont à placer entre la fin de phrase et le point final[comme ça].
- Les liens internes (vers d'autres articles de Wikipédia) sont à choisir avec parcimonie. Créez des liens vers des articles approfondissant le sujet. Les termes génériques sans rapport avec le sujet sont à éviter, ainsi que les répétitions de liens vers un même terme.
- Les liens externes sont à placer uniquement dans une section « Liens externes », à la fin de l'article. Ces liens sont à choisir avec parcimonie suivant les règles définies. Si un lien sert de source à l'article, son insertion dans le texte est à faire par les notes de bas de page.
- La présentation des références doit suivre les conventions bibliographiques. Il est recommandé d'utiliser les modèles {{Ouvrage}}, {{Chapitre}}, {{Article}}, {{Lien web}} et/ou {{Bibliographie}}. Le mode d'édition visuel peut mettre en forme automatiquement les références.
- Insérer une infobox (cadre d'informations à droite) n'est pas obligatoire pour parachever la mise en page.

Pour une aide détaillée, merci de consulter Aide:Wikification.
Si vous pensez que ces points ont été résolus, vous pouvez retirer ce bandeau et améliorer la mise en forme d'un autre article.
Huseyn Javid (en azéri : Hüseyn Abdulla oğlu Rasizadə) né le 24 octobre 1882 à Nakhitchevan et mort le 5 décembre 1941 au village de Shevtchenko, dans la région d’Irkoutsk, est un enseignant, poète et dramaturge azerbaïdjanais. Il est un représentant éminent du romantisme en Azerbaïdjan au début du XXe siècle.

## Biographie

### Enfance et formations
Huseyn Rasizadeh étudie d’abord chez un molla, puis sur les conseils de l'éducateur de l'époque Kurbanali Sharifov en 1895, il quitte Mollahana et, sans rien dire à son père, entre à l'école de Mohammed Tagi Sidgi "Mektebi-terbie". Djavid rejoint Tabriz et entre dans une école religieuse - madrasah où il étudie les langues arabe et persane ainsi que la littérature classique d'Orient. Un an plus tard, en raison d'une maladie oculaire, il doit arrêter ses études, il retourne au Nakhitchevan, où il poursuit son parcours d'autodidacte. En 1905, Djavid part en Turquie et intègre la faculté de la littérature de l'Université d'Istanbul. Il y rencontre d'éminents écrivains et poètes turcs.

### Carrière
En 1909, Djavid retourne dans son pays natal et enseigne pendant longtemps la langue azerbaïdjanaise et l'histoire de la littérature dans les écoles azerbaïdjanaises de Tiflis, Gandja et Nakhitchevan. En 1918, Djavid déménage à Bakou.
En 1926, Djavid se fait soigner en Allemagne, et vit à Berlin. Les impressions de son séjour en Europe occidentale se reflètent dans son grand poème "Azer", sur lequel le poète travaille entre 1926-1937.

### Arrestation et condamnation
Au printemps 1938, sous la nouvelle direction du NKVD d'Azerbaïdjan et dans le cadre des Grandes Purges, Huseyn Djavid est accusé d'avoir des liens contre-révolutionnaires avec un certain nombre de "Musavatistes". Le 9 juin 1939, le poète est condamné à 8 ans de camp, mais il n'est pas reconnu coupable d'espionnage. Huseyn Djavid meurt en 1941.

## Mémoire
- Maison-musée de Huseyn Djavid créée à Nakhtchivan[3].
- Mausolée de Djavid au-dessus de sa tombe.
- Un bas-relief sur le mur du bâtiment de l'Institut des manuscrits de Bakou, dans lequel Huseyn Javid avait vécu en 1920-1937.
- Monument à H.Djavid à Bakou par le sculpteur Omar Eldarov.
- Timbre d'Azerbaïdjan consacré au 130e anniversaire de la naissance de Javid.